# 普定府
普定府，元朝时设置的府。
本普里部，元朝军队进入贵州后归附，改普定府。治所在今贵州省安顺市杨武。辖有今贵州省安顺市、普定县等地。隶云南等处行中书省。到至元二十七年（1290年）时，已隶云南三十余年。大德七年（1303年）改为普定路。明朝洪武十四年（1381年）复置普定府，属四川布政司。十八年（1385年）废。 